# Trenerzy piłkarscy Górnika Zabrze
Chronologiczna lista trenerów piłkarskich Górnika Zabrze.

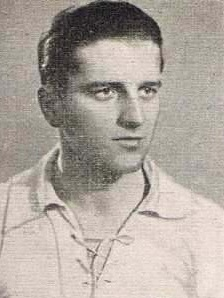
Michał Matyas – trener klubu w latach 1969-70

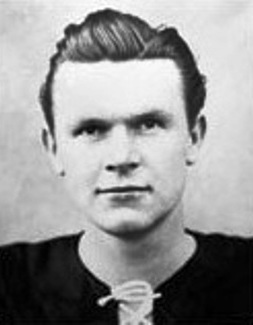
Ferenc Szusza – trener klubu w latach 1970-71

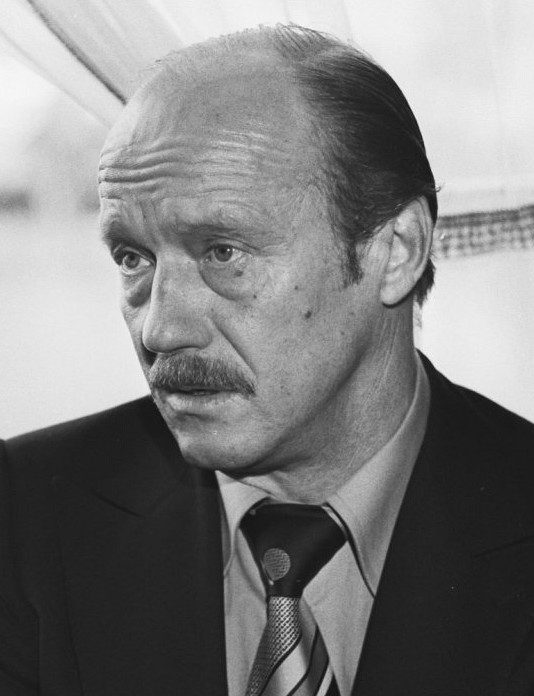
Antoni Brzeżańczyk – trener klubu w latach 1971-72

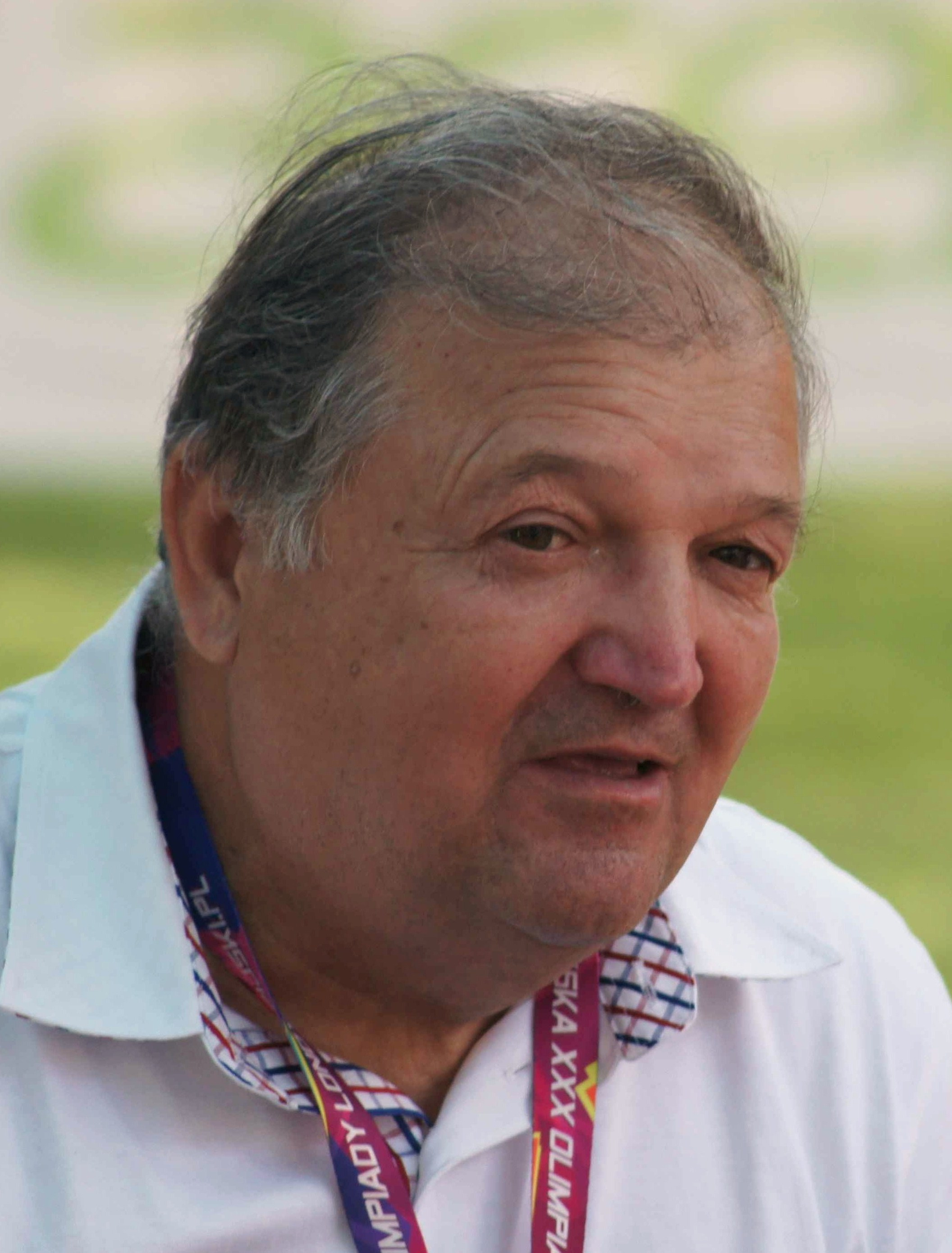
Hubert Kostka – trener klubu w latach 1976-77, 1983-86 i 1994

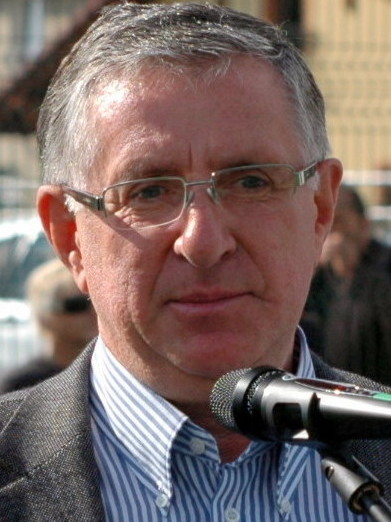
Lesław Ćmikiewicz – trener klubu w 1986

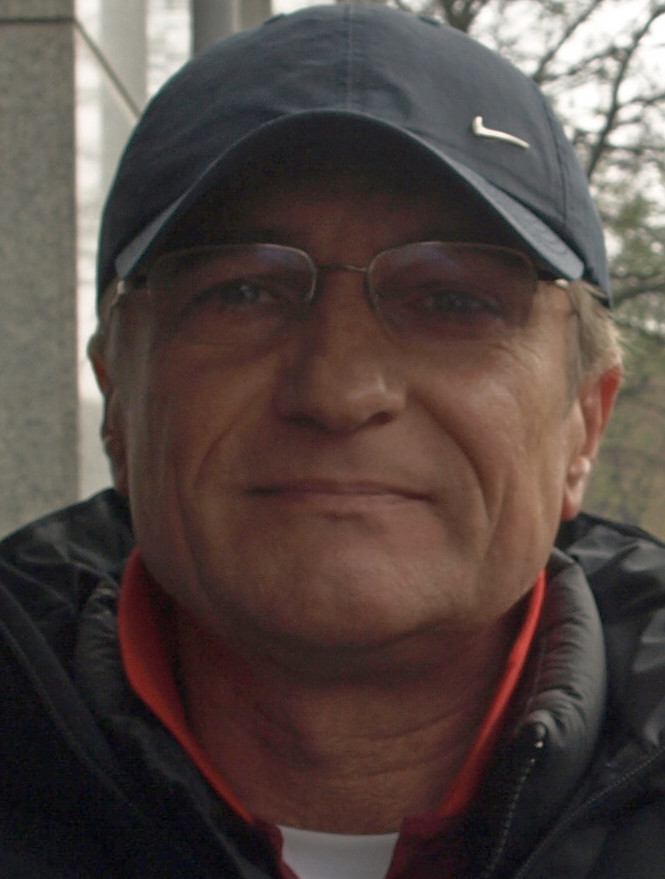
Adam Nawałka – trener klubu w latach 2010-13

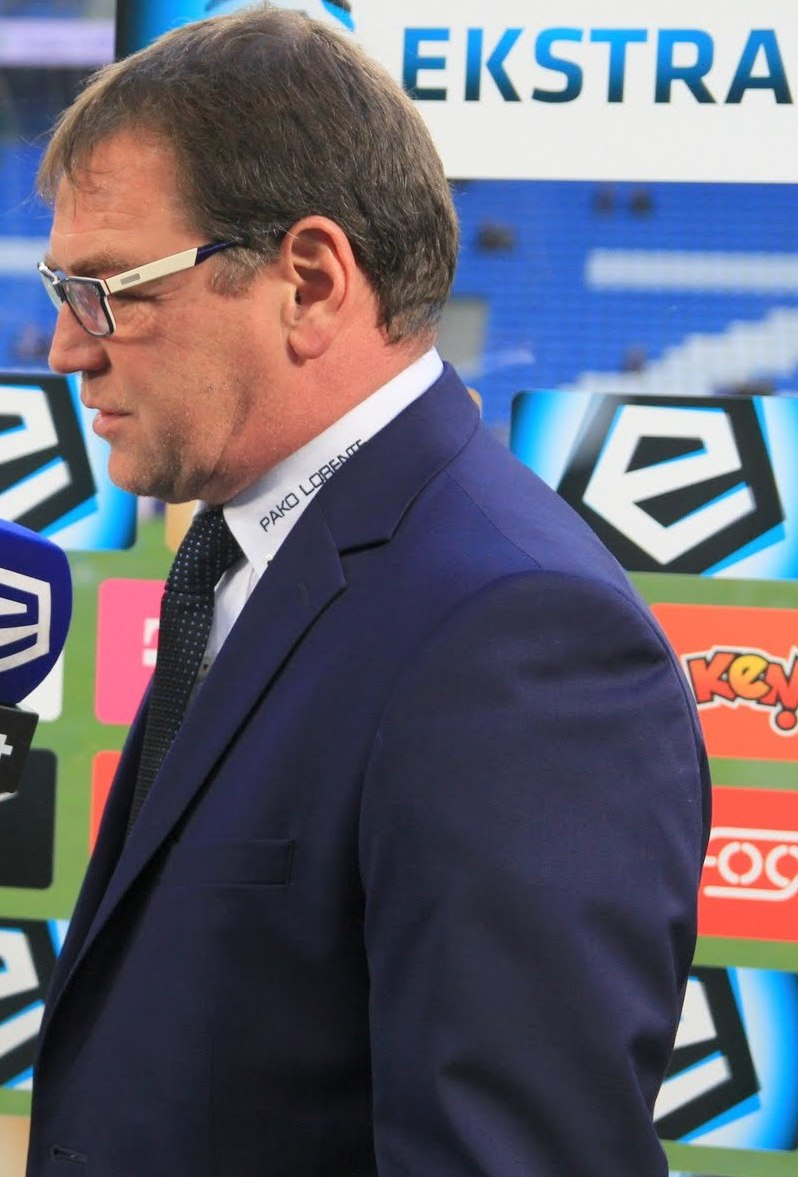
Jan Urban – trener klubu w latach 2021-22 i 2023-25

| Lp.                | Narodowość      | Imię i nazwisko                                                                     | Lata                                   |
| ------------------ | --------------- | ----------------------------------------------------------------------------------- | -------------------------------------- |
| 1.                 | Polska          | Ginter Pawelczyk                                                                    | 1948 – 1949                            |
| 2.                 | Polska          | Teodor Meiser                                                                       | 1949                                   |
| 3.                 | Polska          | Karol Luks                                                                          | 1949 – 1950                            |
| 4.                 | Polska          | Gerard Wodarz                                                                       | 1950 – 1954                            |
| 5.                 | Polska          | Augustyn Dziwisz (1. kadencja)                                                      | 1954 – 1956                            |
| 6.                 | Polska          | Paweł Mościński                                                                     | 1956                                   |
| 7.                 | Polska          | Hubert Skolik (1. kadencja)                                                         | 1957                                   |
| 8.                 | Węgry           | Zoltán Opata                                                                        | 1957 – 1958                            |
| (7.)               | Polska          | Hubert Skolik (2. kadencja)                                                         | 1958 – 1959                            |
| 9.                 | Węgry           | János Steiner                                                                       | 1959                                   |
| 10.                | Polska          | Feliks Karolek (1. kadencja)                                                        | 1960                                   |
| 11.                | Czechosłowacja  | Wilhelm Lugr                                                                        | 1960                                   |
| (5.)               | Polska          | Augustyn Dziwisz (2. kadencja)                                                      | 1 lipca 1960 – 30 czerwca 1962         |
| (10.)              | Polska          | Feliks Karolek (2. kadencja)                                                        | 1962                                   |
| 12.                | Polska          | Ewald Cebula (1. kadencja)                                                          | 1962–1963                              |
| (12.), (10.), (7.) | Polska          | Ewald Cebula (2. kadencja) Feliks Karolek (3. kadencja) Hubert Skolik (3. kadencja) | 1963                                   |
| (10.), (7.)        | Polska          | Feliks Karolek (4. kadencja) Hubert Skolik (4. kadencja)                            | 1964                                   |
| 13.                | Węgry           | Ferenc Farsang                                                                      | 1964 – 1965                            |
| 14.                | Polska          | Władysław Giergiel                                                                  | 1 lipca 1965 – 30 czerwca 1966         |
| 15.                | Węgry           | Géza Kalocsay                                                                       | 1 lipca 1966 – 30 czerwca 1969         |
| 16.                | Polska          | Michał Matyas                                                                       | 1969 – 1970                            |
| 17.                | Węgry           | Ferenc Szusza                                                                       | 1970 – 1971                            |
| 18.                | Polska          | Antoni Brzeżańczyk                                                                  | 1 lipca 1971 – 30 kwietnia 1972        |
| 19.                | Polska          | Jan Kowalski (1. kadencja)                                                          | 1972                                   |
| 20.                | Węgry           | Gyula Szücs                                                                         | 1972                                   |
| (19.)              | Polska          | Jan Kowalski (2. kadencja)                                                          | 1972 – 1973                            |
| 21.                | Polska          | Teodor Wieczorek                                                                    | 1973 – 1975                            |
| 22.                | Polska          | Andrzej Gajewski                                                                    | 1975 – 1976                            |
| 23.                | Polska          | Józef Trepka                                                                        | 1976                                   |
| 24.                | Polska          | Hubert Kostka (1. kadencja)                                                         | 30 maja 1976 – 5 grudnia 1977          |
| 25.                | Polska          | Władysław Żmuda                                                                     | 13 grudnia 1977 – 24 maja 1980         |
| 26.                | Polska          | Zdzisław Podedworny (1. kadencja)                                                   | 1980 – 1983                            |
| (24.)              | Polska          | Hubert Kostka (2. kadencja)                                                         | 1 grudnia 1983 – 30 maja 1986          |
| 27.                | Polska          | Lesław Ćmikiewicz                                                                   | 1 czerwca 1986 – 14 października 1986  |
| 28.                | Polska          | Antoni Piechniczek                                                                  | 15 października 1986 – 30 czerwca 1987 |
| 29.                | Polska          | Marcin Bochynek (1. kadencja)                                                       | 1 lipca 1987 – 30 czerwca 1989         |
| (26.)              | Polska          | Zdzisław Podedworny (2. kadencja)                                                   | 1989                                   |
| 30.                | Polska          | Jan Kisiel                                                                          | 1989 – 1990                            |
| (19.)              | Polska          | Jan Kowalski (3. kadencja)                                                          | 1990 – 1992                            |
| 31.                | Polska          | Janusz Kowalik                                                                      | 1992                                   |
| 32.                | Polska          | Alojzy Łysko                                                                        | 1992 – 1993                            |
| 33.                | Polska          | Henryk Apostel (1. kadencja)                                                        | 1 lipca 1993 – 31 grudnia 1993         |
| (24.)              | Polska          | Hubert Kostka (3. kadencja)                                                         | 1 stycznia 1994 – 22 maja 1994         |
| 34.                | Polska          | Edward Lorens (1. kadencja)                                                         | 23 maja 1994 – 2 czerwca 1995          |
| 35.                | Polska          | Stanisław Oślizło                                                                   | 1995                                   |
| 36.                | Polska          | Adam Michalski                                                                      | 1995 – 1996                            |
| (19.)              | Polska          | Jan Kowalski (4. kadencja)                                                          | 1996                                   |
| 37.                | Polska          | Jan Żurek (1. kadencja)                                                             | 11 sierpnia 1996 – 11 września 1996    |
| 38.                | Polska          | Piotr Kocąb                                                                         | 1996                                   |
| (33.)              | Polska          | Henryk Apostel (2. kadencja)                                                        | 1 stycznia 1997 – 10 listopada 1997    |
| (19.)              | Polska          | Jan Kowalski (5. kadencja)                                                          | 1997                                   |
| (37.)              | Polska          | Jan Żurek (2. kadencja)                                                             | 1 grudnia 1997 – 15 marca 2000         |
| 39.                | Polska          | Józef Dankowski (1. kadencja)                                                       | 16 marca 2000 – 19 marca 2000          |
| (29.)              | Polska          | Marcin Bochynek (2. kadencja)                                                       | 20 marca 2000 – 9 kwietnia 2000        |
| p.o.               | Polska          | Józef Dankowski (tymczasowo)                                                        | 9 kwietnia 2000 – 10 kwietnia 2000     |
| 40.                | Polska          | Mieczysław Broniszewski                                                             | 10 kwietnia 2000 – 16 września 2000    |
| (39.)              | Polska          | Józef Dankowski (2. kadencja)                                                       | 17 września 2000 – 7 maja 2001         |
| 41.                | Polska          | Marek Piotrowicz (1. kadencja)                                                      | 2001                                   |
| 42.                | Polska          | Waldemar Fornalik (1. kadencja)                                                     | 10 maja 2001 – 31 października 2001    |
| (41.)              | Polska          | Marek Piotrowicz (2. kadencja)                                                      | 2 listopada 2001 – 31 grudnia 2001     |
| (42.)              | Polska          | Waldemar Fornalik (2. kadencja)                                                     | 12 stycznia 2002 – 4 kwietnia 2004     |
| 43.                | Czechy          | Verner Lička                                                                        | 5 kwietnia 2004 – 13 grudnia 2004      |
| (34.)              | Polska          | Edward Lorens (2. kadencja)                                                         | 13 grudnia 2004 – 3 lutego 2005        |
| 44.                | Polska          | Marek Wleciałowski                                                                  | 7 lutego 2005 – 31 października 2005   |
| 45.                | Polska          | Marek Motyka (1. kadencja)                                                          | 4 listopada 2005 – 13 stycznia 2006    |
| 46.                | Polska          | Ryszard Komornicki (1. kadencja)                                                    | 13 stycznia 2006 – 19 kwietnia 2006    |
| p.o.               | Polska          | Przemysław Cecherz (tymczasowo)                                                     | 19 kwietnia 2006 – 26 kwietnia 2006    |
| (45.)              | Polska          | Marek Motyka (2. kadencja)                                                          | 26 kwietnia 2006 – 12 grudnia 2006     |
| (26.)              | Polska          | Zdzisław Podedworny (3. kadencja)                                                   | 2006 – 2007                            |
| (45.)              | Polska          | Marek Motyka (3. kadencja)                                                          | 13 marca 2007 – 20 maja 2007           |
| 47., (41.)         | Polska          | Marek Kostrzewa Marek Piotrowicz (3. kadencja)                                      | 2007                                   |
| 48.                | Polska          | Ryszard Wieczorek (1. kadencja)                                                     | 1 lipca 2007 – 10 września 2008        |
| p.o.               | Polska          | Marcin Bochynek (tymczasowo)                                                        | 2 września 2008 – 16 września 2008     |
| 49.                | Polska          | Henryk Kasperczak                                                                   | 16 września 2008 – 3 czerwca 2009      |
| (46.)              | Polska          | Ryszard Komornicki (2. kadencja)                                                    | 18 czerwca 2009 – 15 grudnia 2009      |
| 50.                | Polska          | Adam Nawałka                                                                        | 1 stycznia 2010 – 31 października 2013 |
| p.o.               | Polska          | Bogdan Zając (tymczasowo)                                                           | 1 listopada 2013 – 10 listopada 2013   |
| (48.)              | Polska          | Ryszard Wieczorek (2. kadencja)                                                     | 12 listopada 2013 – 9 marca 2014       |
| 51.                | Polska          | Robert Warzycha (1. kadencja)                                                       | 12 marca 2014 – 30 czerwca 2014        |
| (39.)              | Polska          | Józef Dankowski (3. kadencja)                                                       | 1 lipca 2014 – 30 czerwca 2015         |
| (51.)              | Polska          | Robert Warzycha (2. kadencja)                                                       | 1 lipca 2015 – 13 sierpnia 2015        |
| 52.                | Polska          | Leszek Ojrzyński                                                                    | 13 sierpnia 2015 – 3 marca 2016        |
| (37.)              | Polska          | Jan Żurek (3. kadencja)                                                             | 3 marca 2016 – 2 czerwca 2016          |
| 53.                | Polska          | Marcin Brosz                                                                        | 3 czerwca 2016 – 27 maja 2021          |
| 54.                | Polska          | Jan Urban (1. kadencja)                                                             | 27 maja 2021 – 15 czerwca 2022         |
| 55.                | Niemcy / Polska | Bartosch Gaul                                                                       | 23 czerwca 2022 – 18 marca 2023        |
| (54.)              | Polska          | Jan Urban (2. kadencja)                                                             | 18 marca 2023 – 14 kwietnia 2025       |
| 56.                | Słowacja        | Michal Gašparík                                                                     | 6 czerwca 2025 – obecnie               |

źródło: Wikipedia, strona: Górnik Zabrze